# Command & Conquer 4: Tiberian Twilight
Command & Conquer 4: Tiberian Twilight (подзаголовок в переводе с англ. — «Сумерки тиберия») — компьютерная игра в жанре стратегии в реальном времени, разработанная компанией EA Los Angeles и изданная Electronic Arts для Microsoft Windows. Игра вышла 16 марта 2010 года на территории США и Канады и 19 марта в Европе. Command & Conquer 4: Tiberian Twilight продолжает линейку игр серии Command & Conquer и является завершающим эпизодом в Тибериевой саге. Сюжет игры повествует о последнем этапе войны между Братством Нод и Глобальным Советом Безопасности.

## Сюжет
События в игре начинаются в 2062 году — спустя 15 лет после событий Третьей тибериевой войны, приведших к вторжению и поражению инопланетной расы скринов, и спустя 10 лет после заключительных событий Kane’s Wrath, где пророк восстановил владение искусственным интеллектом Тацит. За это время тиберий распространился по всей Земле, и если эти темпы сохранятся, то целая планета станет непригодной для жизни в 2068 году. Человечество на грани исчезновения. Во время этого кризиса лидер Братства Нод Кейн отправляется прямо в штаб ГСБ вместе с Тацитом для постройки Сети Контроля Тиберия (СКТ), которая позволила бы управлять распространением минерала, превратив его в недорогой источник энергии. Сама кампания начинается спустя 15 лет после формирования союза, поскольку строительство сети приближается к концу. Однако экстремисты из обеих фракций устраивают волнения, которые начинают Четвёртую тибериевую войну.
По ходу игры выясняется, что Кейн не был человеком и уже прожил тысячи лет. Он стремится оставить Землю, и говорит о том, что является создателем Тацита. В итоге Кейн покидает планету, используя портал скринов, активизированный командующим (игроком). Кейн благодарит его перед входом в устройство в обеих кампаниях. Однако, перед активацией портала оптическим имплантатом, игрока смертельно ранит полковник ГСБ Джеймс. После ухода Кейна командующий умрёт от ран, даже при том, что в кампании Нод Кейн генетически изменит игрока, чтобы тот был похож на него и получил его регенеративные свойства. Рост тиберия уменьшается после активации СКТ, ставя тем самым финальную точку в тибериевой эпохе на Земле. В конце игры, в новостях сообщают об исчезновении последователей NOD, вошедших в Башню вслед за Кейном.

## Геймплей

Кадр из игры: Сражение между войсками Нод и ГСБ

Геймплей в Tiberian Twilight больше не следует принципам сбора ресурсов, которые использовались в прошлых играх серии. Игрок должен захватывать узлы контроля, рассеянные по всей карте, и контролировать их в большем количестве, чем противник. От этого он получает очки, используемые в сражении. Command & Conquer 4 использует геймплей на основе классов, так же как и некоторые элементы RPG.
В игре существует 2 играемые фракции: Глобальный Совет Безопасности (GDI) и Братство Нод (Brotherhood of Nod)
Мобильные базы обеих сторон вооружены, но различаются способами защиты от врага
Каждая фракция раздроблена в три класса:
- Оборонительный класс (Defence class) — сфокусирован на тренировке пехоты и постройке оборонительных сооружений. Задача класса: оборона позиций СКТ. Краулер передвигается на колёсах.
- Наступательный класс (Offence class) — сосредоточен на боевой технике. Задача класса: активные боевые действия, захват стратегических точек (СКТ, хижина забытых и др.) для возможного укрепления оборонительным классом. Шагающий краулер/
- Класс поддержки (Support class) — сосредоточен на воздушном бое и специализированных транспортных средствах, чтобы пересечь окружающую среду. Задачи класса: поддержка наземных войск авиацией.

Классы состоят из собственных уникальных единиц, с единственной общей единицей среди классов — инженером.
Фракции «Скрины» и «Забытые» в игре могут присутствовать, но ими невозможно управлять. Игра имеет в общей сложности приблизительно 90 единиц, включая множество новых единиц и обновлённых версий из предыдущих игр серии.
В Command & Conquer 4 каждая фракция имеет свою кампанию с собственной историей, приводящий к независимому окончанию саги о Кейне. В дополнение к двум одиночным кампаниям, в игре присутствует возможность совместного прохождения кампании. Трудность в кооперативной игре изменяется в зависимости от уровня игрока. В одиночной кампании можно зарабатывать очки опыта, используемые для облегчения борьбы в онлайне. Впервые в серии появился счётчик армии.

## Создание игры

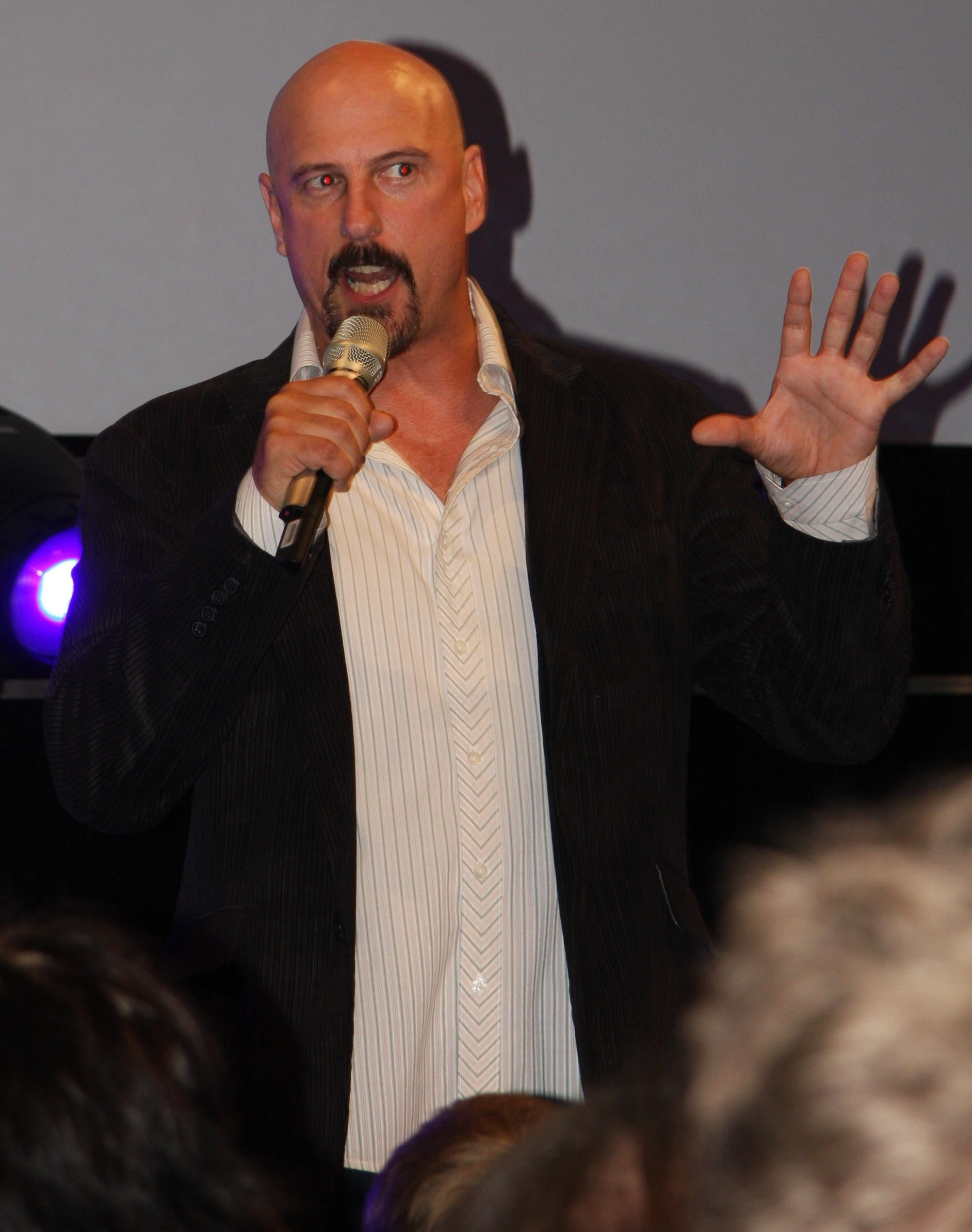
Джозеф Кукан представляет игру на Gamescom

Tiberian Twilight является сиквелом Tiberium Wars и была разработана EA Los Angeles эксклюзивно для платформы Microsoft Windows. Проект находился в разработке около года.
Tiberian Twilight впервые была официально анонсирована отделом EA UK по связям с общественностью с помощью Twitter 8 июля 2009 года.
В Кёльне с 21 по 23 августа состоялось официальное мероприятие, посвящённое игре Command & Conquer 4: Tiberian Twilight — CommandCon. Множество фанатов серии приехали на мероприятие со всего мира, чтобы опробовать совершенно новую для C&C игровую механику. Открывали фестиваль:
- Джозеф Дэвид Кукан — главный герой саги. Играет роль Кейна в играх серии.
- Льюис Кастл — сооснователь Westwood.
- Майк Глозеки — главный продюсер C&C 4

## Реакция
| Сводный рейтинг       | Сводный рейтинг |
| Агрегатор             | Оценка          |
| --------------------- | --------------- |
| GameRankings          | 63,25 %         |
| Metacritic            | 66              |
| Иноязычные издания    |                 |
| Издание               | Оценка          |
| 1UP.com               | C-              |
| Eurogamer             | 6/10            |
| Game Informer         | 7,5/10          |
| GamePro               | [ 16 ]          |
| GameSpot              | 7/10            |
| GameSpy               | [ 18 ]          |
| GamesRadar+           | 7/10            |
| IGN                   | 7,4/10          |
| Русскоязычные издания |                 |
| Издание               | Оценка          |
| Absolute Games        | 47              |
| «Игромания»           | 8/10            |
| «ЛКИ»                 | 53              |
| «Страна игр»          | 7,5/10          |

Игра вызвала неоднозначную реакцию у фанатов и критиков и получила более низкие оценки, чем её предшественницы по серии Command & Conquer. Том Чик из 1UP.com критиковал игру, требующую нескольких часов геймплея одиночной игры прежде, чем обнаружатся фактические различия между различными сторонами. Адам Биссенер из GameInformer заметил, что Command & Conquer 4: Tiberian Twilight — хорошая многопользовательская игра, что было отмечено в обзорах GameSpot и Eurogamer. С другой стороны, одиночная кампания и живые видеовставки дали повод к критике у многих рецензентов. Требование постоянного подключения к интернету, отсутствие которого приведёт к потере продвижения также было объектом критики..

### Обзоры зарубежных игровых ресурсов
- GameSpy дал игре наименьшую оценку — 2.5 из 5.[18]
- GamePro дал игре 4 звезды из 5, заявив, что появление краулеров не вызывает претензий, онлайн-игра является последовательно устойчивой, постоянной прогрессией, которая увлекает, сюжет главным образом создан для давних болельщиков. Однако в рецензии критикуется потребность в постоянной интернет-связи.[16]
- IGN дал проекту 7.4 балла из 10 заметив, что это отлично видеть разработчиков и издателей, рискующих своими привилегиями из-за угрозы стать слишком старомодным, и традиционная механика Command & Conquer была одной из самых известных в жанре, но EA Los Angeles переписало всю формулу геймплея вместо того, чтобы улучшить её, делая это для опыта, который напоминает предыдущие игры серии Command & Conquer.[20]
- GamesRadar дал игре оценку в 7 баллов из 10, сказав, что, в целом, C&C4 является графическим шагом назад и халтурой в плане одиночной игры.[19]

## Саундтрек
Объявлены три основных композитора для саундтреков — это Джеймс Хэнниган, Тимоти Вин и Джейсон Грейвс.